# 折衷主義
折衷主義（せっちゅうしゅぎ、エクレクティシズム、英: eclecticism）とは、相異なる哲学・思想体系のうちから真理、あるいは長所と思われるものを抽出し、折衷・調和させて新しい体系を作り出そうとする主義・立場である。したがってそれは体系間の混合を意味するシンクレティズムと区別される。ギリシャ語の「選び出す」を意味する動詞の ἐκλέγω, eklégō が語源。

## 哲学や神学におけるもの
ヘレニズム哲学後期やローマ哲学、特にキケロや新プラトン主義に顕著。啓蒙期の哲学者にもその傾向がある。
「折衷主義」は多くの場合「非独創的」と同義の蔑称として用いられるが、クーザンはこれに積極的意義を認めて自分の体系をその名で呼んだ。

## 芸術や建築におけるもの

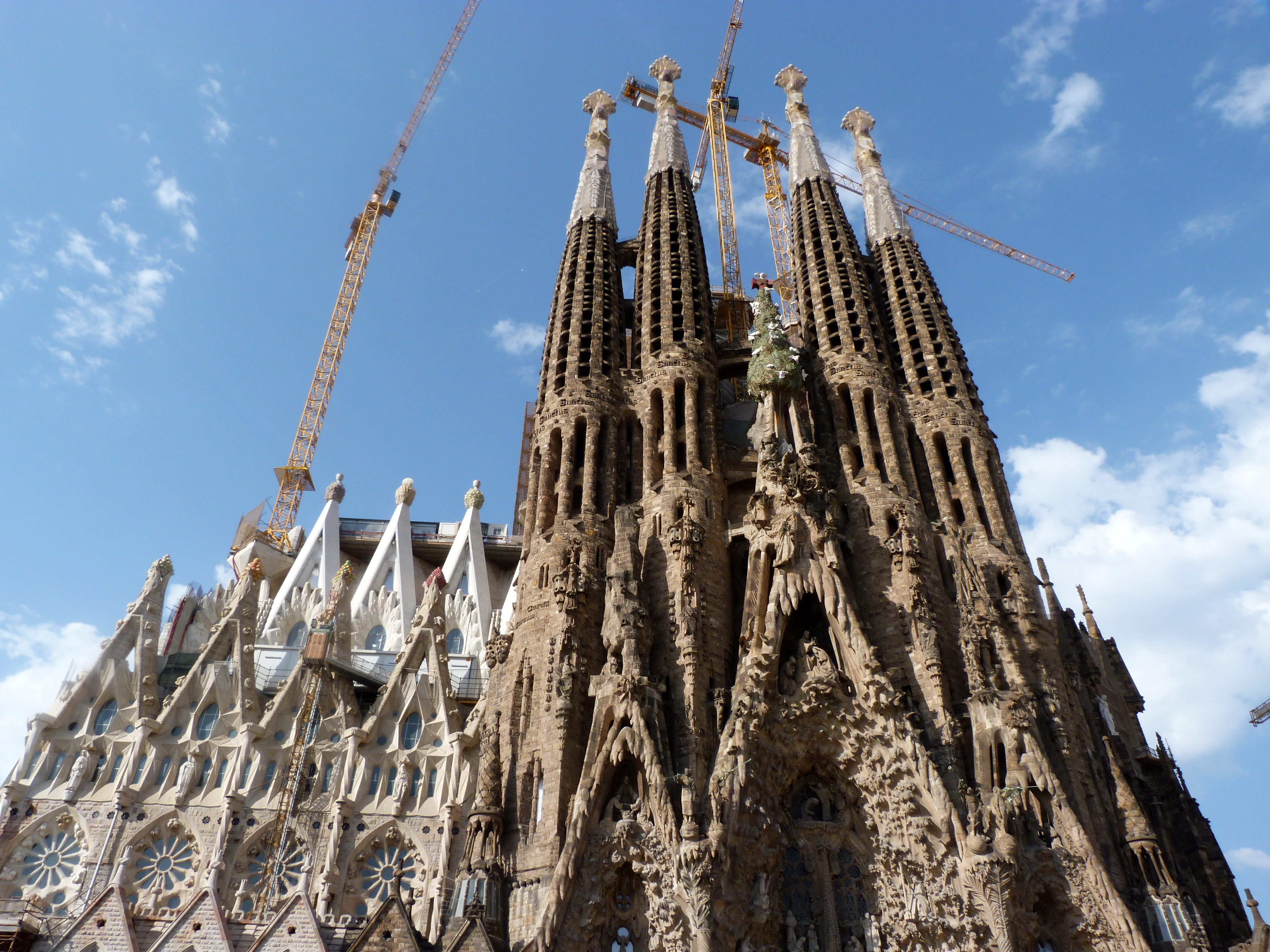
サグラダ・ファミリア

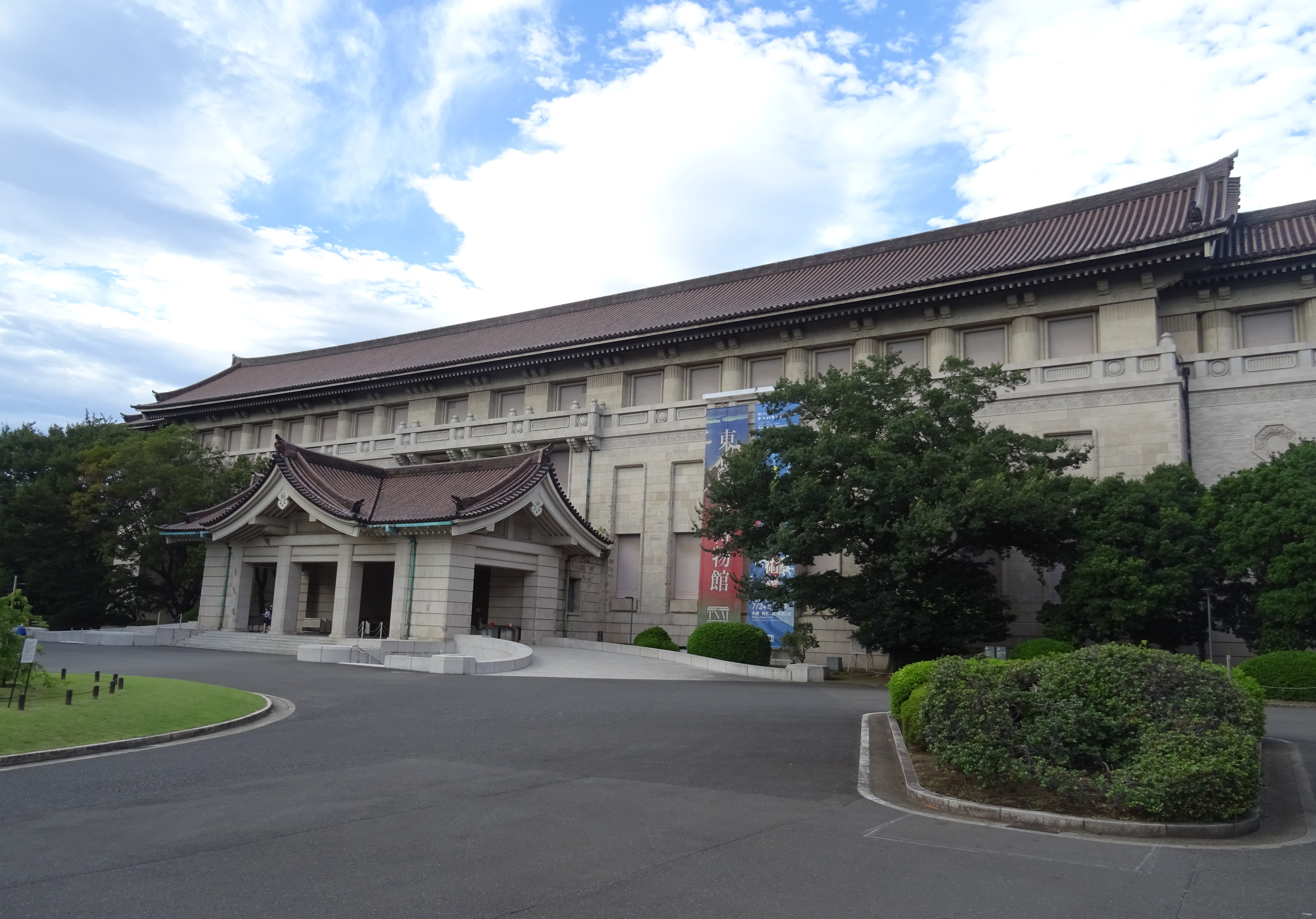
東京国立博物館

建築においては19世紀から20世紀にかけて複数の建築様式や文化的要素を組み合わせる手法が全盛となった。移住や留学が一般的となり多角的な知識を持った建築家が増えたことが要因のひとつ。欧米の植民地ではヨーロッパと現地の建築デザインを融合する手法がよく使われた。
1930年以降、建築技術の躍進（鉄筋コンクリートなど）によりモダニズム建築が隆盛となった。造形の自由度が飛躍的に高まったため、従来は実現困難だった形状や機能性を追及する動きがあり折衷主義は一時衰退したが、1970年代に現れたポストモダン建築で復活した。

### 折衷主義建築の例
- サグラダ・ファミリア：世界的に有名なスペイン・バルセロナの教会である。ゴシック建築、モダニズム建築、アール・ヌーヴォーを組み合わせている。自然の造形をモチーフとしており、曲線を多用している。設計はアントニ・ガウディ。

- 東京国立博物館：和洋折衷建築の一種である帝冠様式の建物。設計は渡辺仁。